# Miao Hua
Vous pouvez aider à l'améliorer ou bien discuter des problèmes sur sa page de discussion.
- Son texte doit être wikifié : il ne correspond pas à la mise en forme Wikipédia (style, typographie, liens internes, liens entre les wikis, etc.). (Marqué depuis février 2025)
- Il est orphelin : moins de trois articles lui sont liés. Aidez à ajouter des liens en plaçant le code [[Miao Hua]] dans les articles relatifs au sujet. (Marqué depuis février 2025)

Miao Hua (né en novembre 1955) est un amiral de la marine de l'Armée populaire de libération chinoise (PLAN). Il siège comme directeur au sein du département du travail politique de la Commission militaire centrale d'octobre 2017 à juin 2025. De 2014 à 2017, il était commissaire politique dans la marine chinoise.
Miao Hua a été membre de la 18e commission centrale d'inspection de la discipline et du 19e comité central du Parti communiste chinois. Il est est membre du 20e comité central du Parti communiste chinois.

## Biographie
Miao Hua est né en novembre 1955 à Fuzhou, dans la province du Fujian . Il est originaire de Rugao, dans le Jiangsu,.
En décembre 1969, il s'engage dans l'armée comme soldat dans le 274e régiment de la 92e armée. Quatre années après, il intègre les rangs du Parti communiste chinois. Montant en grade, il devient commissaire politique dans les années 1980. En 1990, il devient directeur du département politique de la 93e et 91e division. Miao accède au poste de directeur du département politique en aout 1999, et au garde de général en juillet 2001. Sa carrière continue et il est nommé commissaire politique dans le 12e groupe armée en juillet 2005,.
Miao Hua ensuite a été nommé directeur du département politique de la région militaire de Lanzhou en décembre 2010. En juillet 2012, il devient commissaire politique adjoint de la région de Lanzhou et atteint le grade de lieutenant général. En juillet 2014, il a été promu commissaire politique de la région militaire,.
Cinq mois plus tard, Miao fut transféré de l'armée à la marine, devenant commissaire politique de la marine populaire. Il s’agissait d’une démarche très inhabituelle, car les commissaires politiques de la marine, y compris son prédécesseur Liu Xiaojiang, étaient normalement promus en interne. Les observateurs ont interprété cette décision comme étant liée à la chute du général Xu Caihou, ancien vice-président de la Commission militaire centrale. Parmi les possibles raisons, Miao a passé la majeure partie de sa carrière dans la région militaire de Nanjing et était basé à Xiamen, dans la province du Fujian, à peu près à la même époque où Xi Jinping était secrétaire adjoint du Parti du Fujian. Ainsi, il a travaillé pendant de nombreuses années aux côtés de Xi, qui est devenu plus tard secrétaire général du PCC.
Le 31 juillet 2015, Miao Hua a été promu au grade d'amiral, le grade le plus élevé pour les officiers militaires chinois en service actif, avec neuf autres officiers.

## Suspension
Le 28 novembre 2024, le ministère de la Défense nationale a annoncé la suspension de Miao, alors qu'il faisait l'objet d'une enquête pour « violations graves de la discipline ». Le 27 juin 2025, Miao Hua est officiellement démis de son poste de membre de la Commission militaire centrale.